# Glyptocolastes rugulosus
Glyptocolastes rugulosus är en stekelart som först beskrevs av Cresson 1872.  Glyptocolastes rugulosus ingår i släktet Glyptocolastes och familjen bracksteklar. Inga underarter finns listade i Catalogue of Life.